# Zeta Centauri
Zeta Centauri is een ster in het sterrenbeeld Centaur. De Ster staat ook wel bekend als Alnair (niet te verwarren met Al Nair).